# V2G

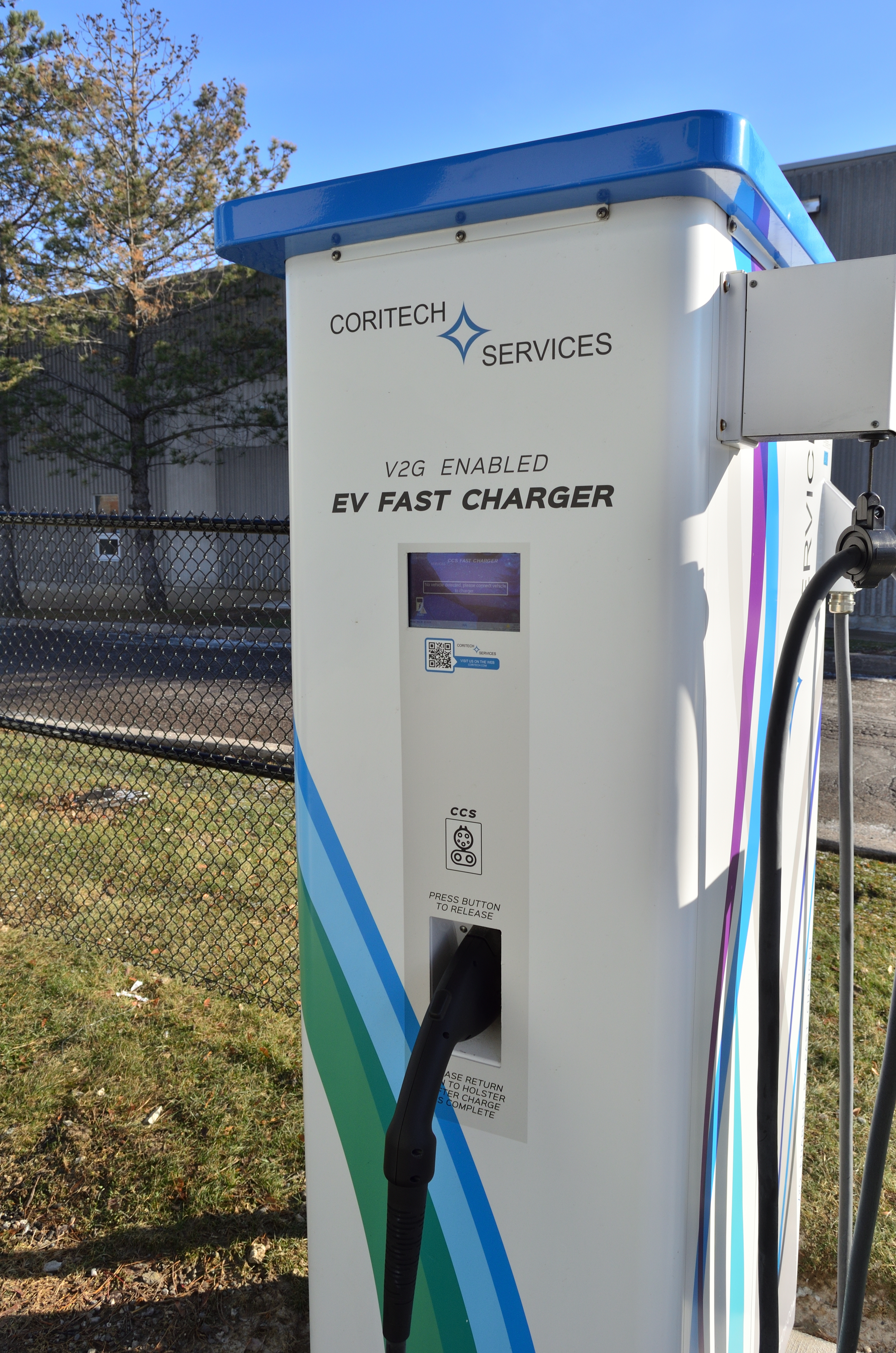
支援V2G的電動車快充充器

V2G（vehicle-to-grid）的中文翻译可稱為“车辆到电网”或“车网互动”，指充电式电动车辆——例如純電動車（BEV）、插電式混合動力車（PHEV）或氫燃料電池車（FCEV）——可以和輸電網路相连，在有需求响应时候將電力反向輸送回電網，或是依電費調整其充電的速度。V2G的電源儲存能力可以儲存及使用新能源（例如太陽能及風力）的電力，這些電力的輸出會隨著氣候及時間而改變。
V2G可以用在可連接電網（gridable）的車輛（也就是純電動車及插電式混合動力車）。不論什麼時間，停止的車輛佔車輛總數的95%，可以利用電動車的電池，讓電能從汽車流向電網，也可以由電網流向汽車。2015年的報告有指到有V2G設備的車輛，且定期將能量送回電網的潛在收益。若每天平均開車行程是32、64或97 km（20、40或60英里），其收益分別是每年美金454元、394元及$318元。
電池的放電次數是一定值，稱為庫存期限（shelf-life），因此用汽車電池作為能量儲存來源，依電網需要充放電，有可能會影響電池壽命。研究指出電池每天充放電二次或二次以上，會使其容量明顯降低，也大幅降低壽命。不過，電池容量也和電池化學組成、充電速率、放電速度、溫度、電量狀態及壽命有關。許多研究指出緩慢的放電速率只會讓電池略為退化，也有研究指出，配合電網存儲能量的汽車電池可以延長其壽命。
當電動車充電是透過聚合器（aggregator）來進行數台電動車的充電時，整合後可藉由控制充電的功率，來提供電網服務（例如：穩定電網或降低尖峰用電）。因為電能只有從電網傳到車輛，此時會稱為單向V2G（或V1G或智慧充電），此條目中的V2G多半是指雙向的電能流動。

## 應用

### 尖峰負載調整
V2G車輛可以幫助電網平衡不同時段的負載，作法有「填谷」（valley filling ，當晚上電力需求少的時候，為電動車充電）及削峰（peak shaving，當白天電力需求多的時候，將電動車的部份能量送回電網，相關資訊可參考鴨子曲線）。尖峰負載調整可以讓電力公司有新的方式來維持電壓及頻率的穩定，並且提供備轉容量（可以滿足臨時的電力需求）。
這些設備會配合智能電表，除了計算使用的電能外，也計算送回電網的電能。智能電表可以讓V2G車輛在有需要時將能源送回電網，獲取收入，收入的金額依能源送回電網的時間和量而定。在目前的發展中，有提出用V2G的電動車來作為再生能源（例如風能）發電設備的緩徵衝，在有風的時候可以儲存過多的能量，在電力需求大的時候再送回電網，因此在電能來源有間歇特性時，V2G可以有效的穩定電網。
也已有人提出公用事业不需要為了尖峰電力需求（或是停電相關保險政策）而興建許多的天然氣發電廠。
因為可以由電力的頻率量測來計算地區性的電力需求，就可以提供所需要的動態電力調節。
Carbitrage是由car（車）和arbitrage（套利）衍生的混成詞，有時會指汽車供電回電網的最低價格。

### 備用電源
現代的電動車所儲存的能量一般都比家庭日常的能量需求要多。就算不用油電混合車的燃油發電功能，電動車也可以作為家庭的備用電源（例如照明、家電等），時間可以長達幾天。 
這是V2H能量傳輸的例子之一。 
這些也可以視為是針對間歇性可再生電源（例如風能及太陽能）的互補技術。若是氫燃料電池車（FCV）的氫氣箱有5.6 kg 的氫氣，可以提供超過90 kWh的電力。

## V2G種類

### 單向的V2G或V1G
V2G對電網的部份好處可以透過單相的V2G（或稱為V1G）達到。加州電力調度中心（CAISO）定義V1G是「單向有序的充電服務」，並且定義四個層級的車輛電網介面（VGI），其中包括了許多電動車可以提供電網的服務，條列如下：
1. 單向的功率流動（V1G），一個resource，統一的actor
2. V1G，配合aggregated resources
3. V1G，配合 fragmented actor objectives
4. 雙向的功率流動（V2G）

V1G也稱為有序充電（managed charge
）或智慧充電（smart charge），和傳統電動車充電的差異在V1G可以配合電網需求，調整充電給電動車的充電時間及充電速率，而V2G則允許電動車的能量回到電網。V1G的應用包括非整天運行的計時車，可以在白天充電，吸收太陽能發電產生的電力，或者因為配合負載平衡或調節電網頻率，而改變電動車充電的速率。
V2G因為現有的技術問題，其可行性仍有疑慮，V1G可能是目前最理想，可以將電動車當作可控負載，整合到電網
的方案。V2G需要特殊的硬體（尤其是允許能量流回電網的逆變器），其損耗較高，因此電能送到電動車再送回電網的往返效率會變差，也因為電動車電池需要額外的放電及充電，其壽命會減短。而且，SCE前導計劃中，V2G產生的利潤比監管計劃的成本要低，因此V2G要達到經濟上的可行性，仍有許多要努力之處。

### 雙向區域性的V2G（V2H、V2B、V2X）
V2H（Vehicle-to-home，車輛對家庭的供電）、V2B（vehicle-to-building，車輛對大樓的供電）或V2X（vehicle-to-everything，車輛對其他設備的供電）不會影響市電電網性能，而是在區域性的環境進行供電。電動車作為停車時家中的備用電源，或是在電力需求到達一定值時，部份電力改用電動車提供（避免因電力需求超標的收費）。
V2X和成熟的V1G方案不同，除了日本之外，其他地區還沒有V2X的佈署，日本在2012年起就開始商品化的V2H方案，作為停電時的備用電源方案。

### 雙向 V2G
有雙向V2G功能的電動車可以提供能量回電網。電力公司會願意在尖峰用電的時候從客戶端購買電力，或是用電動車電池的容量來輔助電網，例如負載平衡或是電網頻率控制。因此V2G的商業潛力比V2B或V2H要高。

## 效率
大部份現代的電動車會使用鋰離子電池，單純電池充放電的往返效率超過90%。電池的效率也會受到許多因素的影響，例如充電速率、電量狀態、電池健康情形以及溫度。
V2G能量往返過程的主要損失是在電力電子元件，不是在電池。其中的逆變器是主要能量損失的來源。有研究指出V2G能量往返的整體效率在53%到62%之間。另一個研究指出其效率約有70%。往返效率會受許多因素影響，因此變動範圍很大。

## 懷疑論點
有些專家對於V2G的可行性有些懷疑，也有許多研究質疑此概念在經濟上的合理性。例如，有一個2015年的研究發現傾向V2G的相關研究沒有考慮其實現方式中比較不明顯的成本。假如這些成本一併考慮進來，研究指出V2G其實在經濟上比較沒有效益。
電池充放電的次數越多，電池還能使用的次數也就越短。更換電動車電池的費用大約佔電動車價格的1/3。電池在使用過程中會因為電極化學變化而漸漸的退化，伴隨著容量降低、充電次數減少、其至是安全性的問題。電池容量的減少可以表示為一定次數充放電後，相對於初始容量的比例（例如一千次充放電後減少30%）。 
充放電損失因為使用來產生，和最大充電狀態以及放電深度有關。特斯拉的CTO JB Straubel不鼓勵V2G，因為電池耗損的成本超過經濟上的獲益。 
他比較建議回收使用時間已超過正常汽車壽命的電池作為電廠備用電源用。
2017年的研究發現V2G會降低電池容量，2012年針對混合電動車的研究認為益處不大。
另一個常見的批評和V2G的整體效率有關。
V2G系統中包括將電池系統充電，以及將電從電池再送回交流電網中，一定會有一些能量耗損。
這些耗損的電費需要和所產生的獲利相比較，而且若電網的電力來源是來自火力發電，還是增加了廢氣及二氧化碳的排放。
V2G系統（電池充電和能源回到電網）的整體轉換效率可以和大型抽水蓄能电站的70%至80%相比較，不過抽水蓄能电站有地形、水資源以及環境問題的限制。
若要讓V2G可以運作，就必須是大規模的考量。電力公司要調整電力設備，允許車輛的儲能回到電網。在車輛儲能送回電網時，也需要有智能電表可以量測送回電網的電力，以及其價格。

## 車輛
有許多電動車已特殊為了V2G進行修改，或是在設計時考慮V2G機能。
代尔夫特理工大学的Hyundai ix35 FCEV有修改為有10kW直流V2G輸出。
有二款汽車理論上有V2G的能力，是日产聆风及日产NV200。

## 参看
- 充電控制（英语：Charge control）
- 分散式發電
- 變電所
- 電度錶
- 上网电价补贴政策
- 逆變器
- 停電
- 智慧型電表
- 固態電池
- 電動車電池